# Luise Rinsche
Luise Rinsche (* 20. März 1894 in Pivitsheide V. L.; † 21. Februar 1977 in Detmold) war eine deutsche Politikerin (SPD).
Luise Rinsche besuchte von 1900 bis 1908 die Volksschule Pivitsheide und war dann bis 1912 Hausangestellte in einer Gastwirtschaft. 1912 heiratete sie und war dann von 1913 bis 1918 Hausfrau in Herford. Ihr Mann war Lagerhalter im Konsumverein Pivitsheide. Seit 1934 war sie im eigenen Lebensmittelgeschäft in Detmold tätig.
1913 trat Rinsche der SPD bei. Sie war Mitbegründerin und führendes Mitglied der Arbeiterwohlfahrt in Pivitsheide. Bei der Landtagswahl in Lippe 1929 wurde sie in den Landtag Lippe gewählt. Dem Landtag gehörte sie bis 1933 an. Nach 1945 war sie erneut Mitglied der SPD und der Arbeiterwohlfahrt, trat politisch in der Öffentlichkeit aber nicht mehr hervor.
Im Jahr 2017 ist nach ihr ein Weg in ihrem Geburtsort Pivitsheide V. L. benannt worden.